# Попови (Бијељина)
Попови су насељено мјесто у граду Бијељина, Република Српска, БиХ. Према попису становништва из 1991. у насељу је живјело 1.134 становника.

## Култура
Радња опере Кнез Иво од Семберије дешава се у Поповима.

## Становништво
| Националност       | 1991. | 1981. | 1971. | 1961. |
| Срби               | 1.086 | 995   | 1.115 |       |
| Југословени        | 34    | 143   |       |       |
| Мађари             |       | 1     | 3     |       |
| Македонци          |       |       | 3     |       |
| Хрвати             | 2     | 2     | 2     |       |
| Муслимани          | 1     |       |       |       |
| остали и непознато | 11    | 4     | 2     |       |
| Укупно             | 1.134 | 1.145 | 1.125 | '     |

| Демографија | Демографија | Демографија |
| Година      | Становника  | Становника  |
| ----------- | ----------- | ----------- |
| 1948.       | 1.017       |             |
| 1953.       | 1.092       |             |
| 1961.       | 1.142       |             |
| 1971.       | 1.125       |             |
| 1981.       | 1.145       |             |
| 1991.       | 1.134       |             |

## Познате личности
- Кнез Иво од Семберије, кнез Бијељинске нахије
- Слободан Павловић (привредник), српски привредник
- Марија Рабреновић (сликарка), српска сликарка